# Риглі (Теннессі)
Риглі (англ. Wrigley) — переписна місцевість (CDP) в США, в окрузі Гікман штату Теннессі. Населення — 257 осіб (2020).

## Географія
Риглі розташоване за координатами 35°53′59″ пн. ш. 87°21′13″ зх. д. / 35.89972° пн. ш. 87.35361° зх. д. (35.899805, -87.353664).  За даними Бюро перепису населення США в 2010 році переписна місцевість мала площу 2,48 км², уся площа — суходіл.

## Демографія
Згідно з переписом 2010 року, у переписній місцевості мешкала 281 особа в 108 домогосподарствах у складі 77 родин. Густота населення становила 113 осіб/км².  Було 126 помешкань (51/км²).
Расовий склад населення:
| - 79,0 % — білих - 17,8 % — чорних або афроамериканців - 1,8 % — корінних американців |

До двох чи більше рас належало 1,4 %. Частка іспаномовних становила 0,0 % від усіх жителів.
За віковим діапазоном населення розподілялося таким чином: 22,8 % — особи молодші 18 років, 60,1 % — особи у віці 18—64 років, 17,1 % — особи у віці 65 років та старші. Медіана віку мешканця становила 43,2 року. На 100 осіб жіночої статі у переписній місцевості припадало 87,3 чоловіків;  на 100 жінок у віці від 18 років та старших — 80,8 чоловіків також старших 18 років.
Цивільне працевлаштоване населення становило 51 особа. Основні галузі зайнятості: транспорт — 35,3 %, освіта, охорона здоров'я та соціальна допомога — 35,3 %, фінанси, страхування та нерухомість — 29,4 %.